# Bir al-Abed
Bir al-Abed (em árabe: بئر العبد; romaniz.: Bir al-Abd) é uma das cidades do Sinai do Norte localizada na porção nordeste do Egito. A cidade é a capital de Bir al-Abed, subdivisão regional do Egito, e localiza-se na estrada costeira internacional às margens do Lago Bardauil.

## História
Em 9 de agosto de 1916, Bir al-Abed foi local da Batalha de Bir al-Abed, que fazia parte da Campanha do Sinai e Palestina da Primeira Guerra Mundial. Após o sucesso britânico na Batalha de Romani, a Divisão Montada do ANZAC, sob o comando da 5ª Brigada Montada, foi encarregada de seguir uma força recolhida do Exército Turco.
Em 24 de novembro de 2017, na mesquita de Al-Raeda próxima à cidade, conhecida como o local de nascimento do sufismo, foi atacada por 40 pistoleiros durante as orações de sexta-feira. O ataque com arma e bomba matou, pelo menos, 350 pessoas e feriu mais de 100, tornando-se o ataque mais mortífero da história do Egito.